# Harlequin Football Club
Pour les articles homonymes, voir Harlequin.
Ne doit pas être confondu avec Harlequin Football Club (féminines).
Maillots
Actualités
Dernière mise à jour : 22 septembre 2024.
Les Harlequins, officiellement déclarés en tant que Harlequin Football Club, sont un club anglais de rugby à XV basé à Twickenham participant au Championnat d'Angleterre de rugby à XV en 2013-2014. Jusqu'en 2012, les Quins sont dotés d'un club jumeau homonyme de rugby à XIII, les Harlequins Rugby League, participant au championnat européen de Rugby à XIII, la Super League. Ces deux clubs partagent le même stade, The Stoop ainsi qu'un maillot similaire, jusqu'à ce que la section XIII redevienne les London Broncos, et parte dans le borough d'Ealing.

## Histoire

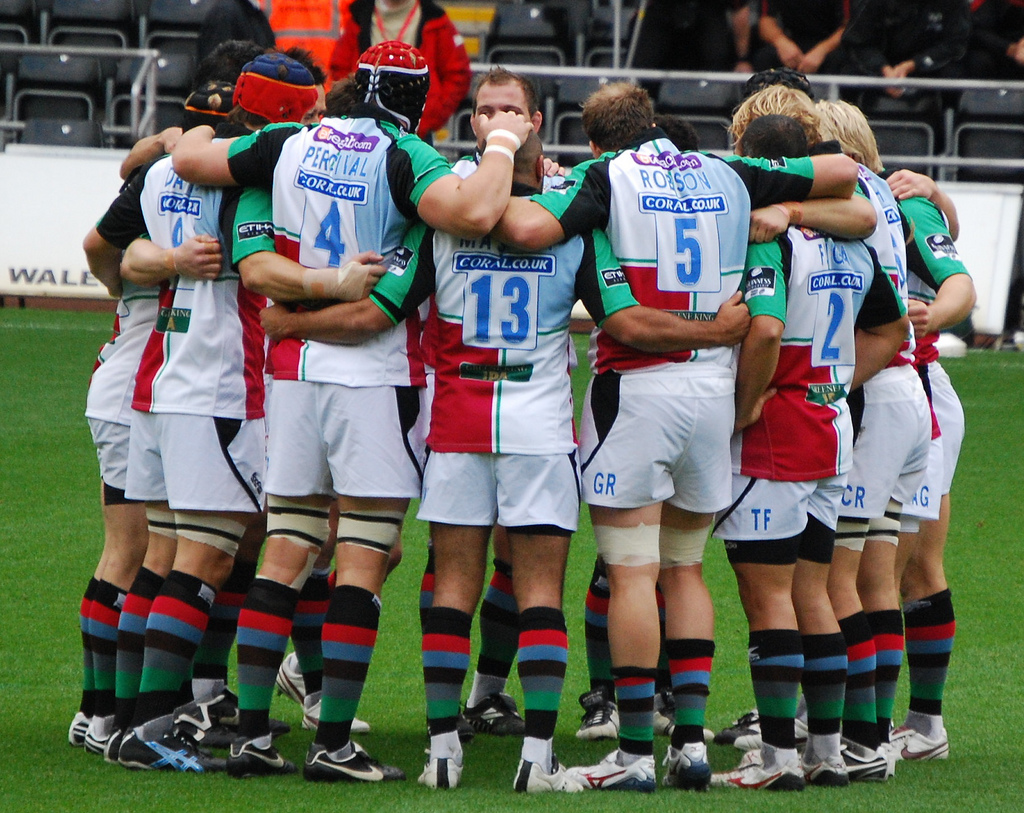
L'équipe des Harlequins pendant la saison 2008-2009.

### Le commencement (1866-1986)
Le Hampstead Football Club est fondé en 1866, et son premier match eut lieu en 1867. Le club est renommé en Harlequins Football Club en 1870, car ses membres ne provenaient plus uniquement du quartier d'Hampstead, mais les initiales HFC furent maintenues. Le mot Harlequins fut trouvé dans un dictionnaire mais ce choix provoqua une scission parmi ses membres, dont la moitié qui ne voulaient pas former les Harlequins partirent pour former le club connus sous le nom de Wasps. Durant les 40 premières années le club alterna ses matchs sur quinze terrains, n’ayant pas de lieu fixe où jouer. En 1906, le club est invité par le Rugby Football Union dans le nouveau stade national de Twickenham. Il devient par la suite peu de temps après le siège du Harlequins FC.
En 1963, le club acquiert un terrain d'athlétisme de 14 acres (57 000 m2) non loin du stade de Twickenham, et qui devient son terrain d’entraînement. Celui-ci devient également par la suite son siège : le Stoop Memorial Ground. Il est nommé d’après Adrian Dura Stoop, 15 sélections pour l’Angleterre et président des Harlequins de 1920 à 1949.

### Les débuts du professionnalisme (1987-1999)
En 1987, l’introduction de la Courage league en 1987 apporte un environnement plus compétitif et encadré à la pratique du rugby.
Le club, renforcé par le demi de mêlée néo-zélandais Dave Loveridge se maintient dans le haut du tableau de la première division jusqu’en 2005. Le club remporte la Coupe d'Angleterre à deux reprises, en 1988 et en 1991, ainsi que trois places en finale lors des éditions de 1992, 1993 et 2001.

### La stagnation et la chute (2000-2005)
Au cours de l’été 2000, une équipe amateur, appelée Harlequins Amateurs, est créée. Le début des années 2000 voit le club en difficulté en championnat, finissant en 2e partie du classement, voire luttant pour le maintien en 1e division. Les seules embellies proviennent du parcours du club en Challenge européen. Elle devient la première équipe anglaise à remporter le challenge européen en 2001 en battant le RC Narbonne 42-33 en finale, et par la suite la première équipe à gagner le tournoi à deux reprises, avec la victoire sur Clermont 27-26 lors de la finale en 2004. En 2005, les Harlequins sont relégués en National Division One, après avoir fini dernier du Zurich Premiership. En juillet de cette année-là, ils annoncent vouloir établir un partenariat avec le club de rugby à XIII des London Broncos, avec lequel ils partagent leur stade du Stoop, à partir de la Super League de 2006. Dans le cadre de cet accord, les Broncos changent son nom en Harlequins Rugby League, en précisant que les deux clubs restent des entités distinctes.

### La remontée et la consécration (2006-2012)
Repris en main par Dean Richards, le Harlequin FC réalise en 2005-2006 une formidable saison en National Division 1. Il remporte 25 de ses 26 matches et est déclaré champion à quatre journées de la fin du championnat, ce qui lui permet de remonter immédiatement en Premiership. Il remporte également cette même année l'EDF Energy Trophy. Après deux saisons moyennes, le club réalise une bonne saison 2008-2009 en terminant 2e et demi-finaliste de Premiership et quart de finaliste de la Coupe d'Europe, match qui est entaché du scandale dit du Bloodgate. Alors que son équipe est menée 5-6 à l'approche de la fin du temps réglementaire par les Irlandais du Leinster, le manager Dean Richards demande à son ailier Tom Williams de simuler une blessure par saignement pour pouvoir faire revenir un botteur sur le terrain. Le score du match n'évolue plus et le Leinster remporte cette année-là la Coupe d'Europe. En conséquence, de nombreux membres du club doivent faire face à des sanctions à la suite du scandale, et les Harlequins réalisent une saison 2009-2010 moyenne en terminant 8e de Guinness Premiership avec leur nouvel entraîneur irlandais Conor O'Shea.
La saison 2010-2011 se traduit par une septième place en championnat, insuffisant pour assurer une qualification en Coupe d'Europe. Cependant, après avoir fini en tête de leur poule en Challenge européen et battu les Wasps en quarts de finale, le club signe une victoire historique à l'extérieur contre le Munster en demi-finale. Les Harlequins remportent la finale (19-18) contre le Stade Français et obtiennent ainsi leur qualification en Coupe d'Europe.
La saison 2011-2012 est historique. Les Harlequins terminent à la première place de la phase régulière après avoir été premiers de bout en bout. Ils battent de peu Northampton en demi-finale (25-23) . Puis, pour la première fois,  le club devient  champion d'Angleterre  en battant en finale les Leicester Tigers 30-23. Conor O'Shea est l'entraîneur de cette équipe, qui compte dans ses rangs le troisième ligne Chris Robshaw, capitaine du XV de la Rose, mais aussi le demi d'ouverture-buteur et ancien All Black Nick Evans . Parmi les autres cadres, on peut citer le numéro 8 Nick Easter, le pilier Joe Marler, l'ailier Ugo Monye ou le demi de mêlée Danny Care.  

### Une longue période sans succès (2013-2020)
En 2013, le club remporta la Coupe anglo-galloise. Les Harlequins perdent en 2016 en finale du Challenge Européen contre Montpellier. L’entraîneur du club, Conor O'Shea, est alors remplacé par John Kingston, membre du staff du club depuis 2001.
En 2018, espérant relancer la dynamique du club, la direction du club nomme Paul Gustard, le coordinateur défensif de l'équipe d'Angleterre. John Kingston est remercié de ses 17 ans au service du club par un tour d'honneur du stade.
Gustard échoua à amener un trophée au club, s'inclinant en demi-finale du Challenge Européen face à Clermont en 2019, et en finale de la Premiership Cup face à Sale en 2020.

### Retour au sommet (2021-)
Le 10 janvier 2021, le club est  classé septième en championnat. En conséquence, Paul Gustard est remercié et remplacé par Billy Millard, assisté de trois anciens internationaux, Jerry Flannery, Adam Jones et Nick Evans. Contre toute attente, les Quins remportent 10 de leurs 14 matchs restants et accrochent la quatrième place, synonyme de phases éliminatoires. Opposés en demi-finale, le 19 juin 2021 aux premiers, Bristol, ils sont menés 28 à 0 à la mi-temps, avant de revenir et d'accrocher les prolongations sur le score de 31 à 31, puis de s'imposer 43 à 36.
En finale, après un nouveau match très offensif, les Harlequins sont sacrés champions d'Angleterre en l'emportant sur Exeter, second du championnat, 40 à 38.
Quatre  joueurs ont vécu les deux titres à neuf ans d'intervalle : Joe Marler, Danny Care, Joe Gray et Will Collier.
Le 2 juillet 2021, il a été confirmé que Tabai Matson rejoindrait le club en tant qu'entraîneur-chef pour la saison 2021-2022.

## Identité visuelle

### Couleurs et maillots
La tenue des Harlequins est l'une des plus distinctives et est restée largement inchangée pendant de nombreuses années. Elle a toujours été composée d'un maillot à quartiers, généralement composé de brun, de gris, de magenta et de bleu clair avec des manches noires et vertes, et la plupart des changements de design ont simplement signifié des changements dans les dimensions des quartiers, ou dans la disposition des quatre couleurs principales.
Après plusieurs variations de la tenue domicile Adidas axées sur les quatre couleurs des "quartiers de Quins", le maillot domicile de la saison 2021-22 revient à un design plus traditionnel avec l'inclusion de manches vertes et noires, tandis que le maillot extérieur 2020-22 en rouge et blanc comporte une représentation aérienne stylisée de la région de Londres et de la Tamise. En juillet 2022, les Harlequins ont annoncé que le club avait signé un accord de partenariat pluriannuel avec la marque britannique de vêtements de sport Castore en vue de la saison 2022-23. Dans le cadre de ce partenariat, Castore concevra et fabriquera les tenues de match des hommes et des femmes, les vêtements d'entraînement et de voyage, ainsi que les tenues des équipes de jeunes.

### Logo

Évolution du logo
Ancien logo.
Logo depuis 2011.

## Palmarès

### Détail du palmarès
Le tableau suivant récapitule les performances des Harlequins dans les diverses compétitions anglaises et européennes.
| Compétitions nationales | Compétitions européennes |
| --- | --- |
| Championnat d'Angleterre - Champion (2) : 2012 et 2021 Championnat d'Angleterre de D2 - Champion (1) : 2006 Coupe d'Angleterre - Vainqueur (3) : 1988, 1991, 2013 - Finaliste (4) : 1992, 1993, 2001, 2020 | Coupe d'Europe - Quart de finaliste (4) : 1997, 1998, 2009, 2013 Challenge européen - Vainqueur (3) : 2001, 2004, 2011 - Finaliste (1) : 2016 |

### Finales disputées
On accède, lorsqu'il existe, à l'article qui traite d'une édition particulière en cliquant sur le score de la rencontre.

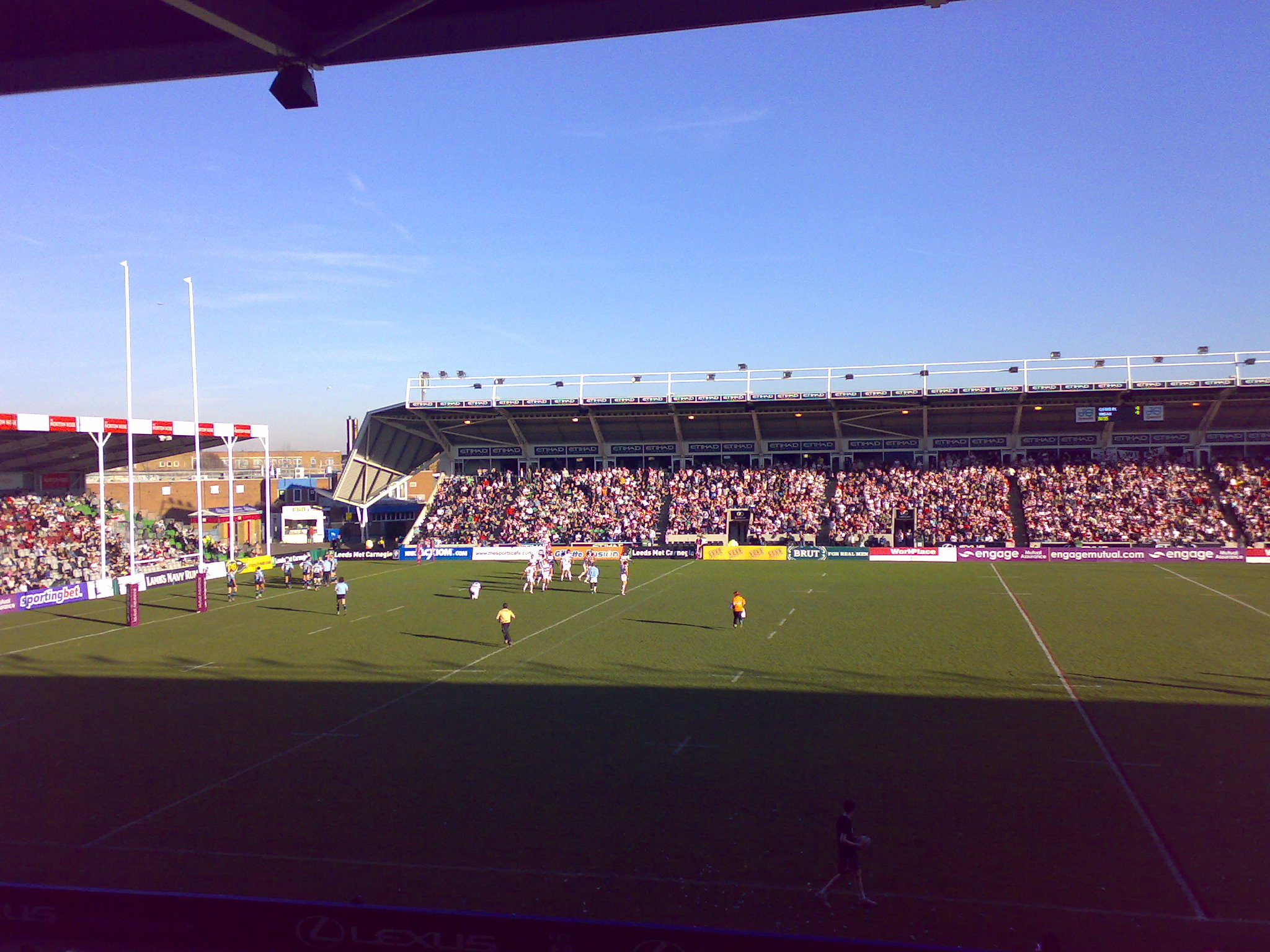
The Stoop, stade oú évoluent les Harlequins

| Date de la finale | Vainqueur      | Score     | Finaliste      | Lieu de la finale             | Spectateurs |
| ----------------- | -------------- | --------- | -------------- | ----------------------------- | ----------- |
| 20 mai 2001       | Harlequins     | 42 - 33ap | RC Narbonne    | Stade Madejski, Reading       | 10 013      |
| 22 mai 2004       | Harlequins     | 27 - 26   | ASM Clermont   | Stade Madejski, Reading       | 13 123      |
| 20 mai 2011       | Harlequins     | 19 - 18   | Stade français | Cardiff City Stadium, Cardiff | 12 236      |
| 13 mai 2016       | Montpellier HR | 26 - 19   | Harlequins     | Parc OL, Décines-Charpieu     | 28 556      |

| Date de la finale | Vainqueur  | Score   | Finaliste        | Lieu de la finale   | Spectateurs |
| ----------------- | ---------- | ------- | ---------------- | ------------------- | ----------- |
| 26 mai 2012       | Harlequins | 30 - 23 | Leicester Tigers | Twickenham, Londres | 81 779      |
| 26 juin 2021      | Harlequins | 40 - 38 | Exeter Chiefs    | Twickenham, Londres | 10 000      |

| Date de la finale | Vainqueur         | Score   | Finaliste          | Lieu de la finale          | Spectateurs |
| ----------------- | ----------------- | ------- | ------------------ | -------------------------- | ----------- |
| 30 avril 1988     | Harlequins        | 28 - 22 | Bristol Rugby      | Twickenham, Londres        | 37 000      |
| 4 mai 1991        | Harlequins        | 25 - 13 | Northampton Saints | Twickenham, Londres        | 53 000      |
| 2 mai 1992        | Bath Rugby        | 15 - 12 | Harlequins         | Twickenham, Londres        | 62 000      |
| 1er mai 1993      | Leicester Tigers  | 23 - 16 | Harlequins         | Twickenham, Londres        | 54 000      |
| 24 février 2001   | Newcastle Falcons | 30 - 27 | Harlequins         | Twickenham, Londres        | 71 000      |
| 17 mars 2013      | Harlequins        | 32 - 14 | Sale Sharks        | Sixways Stadium, Worcester | 8 287       |
| 21 septembre 2020 | Sale Sharks       | 27 - 19 | Harlequins         | AJ Bell Stadium, Sale      | huis clos   |

| Date de la finale | Vainqueur  | Score   | Finaliste     | Lieu de la finale | Spectateurs |
| ----------------- | ---------- | ------- | ------------- | ----------------- | ----------- |
| 2006              | Harlequins | 39 - 23 | Bedford Blues |                   |             |

## Personnalités du club

### Effectif 2024-2025
| Nom                       | Naissance         | Nationalité sportive | Sélections (points) | Dernier club         | Arrivée au club |
| Talonneurs                | Talonneurs        | Talonneurs           | Talonneurs          | Talonneurs           | Talonneurs      |
| ------------------------- | ----------------- | -------------------- | ------------------- | -------------------- | --------------- |
| Jack Musk                 | 4 mars 2000       | Angleterre           | -                   | Formé au club        | 2019            |
| Sam Riley                 | 23 avril 2001     | Angleterre           | -                   | Formé au club        | 2019            |
| Jack Walker               | 6 mai 1996        | Angleterre           | 5 (0)               | Bath Rugby           | 2021            |
| Piliers                   |                   |                      |                     |                      |                 |
| Fin Baxter                | 12 février 2002   | Angleterre           | 14 (5)              | Formé au club        | 2020            |
| Jordan Els                | 11 juin 1997      | Afrique du Sud       | -                   | Ealing Trailfinders  | 2020            |
| George Head               | 4 août 1999       | Angleterre           | -                   | Formé au club        | 2017            |
| Wyn Jones                 | 26 février 1992   | Pays de Galles       | 48 (10)             | Scarlets             | 2024            |
| Simon Kerrod              | 25 août 1992      | Afrique du Sud       | -                   | Worcester Warriors   | 2019            |
| Titi Lamositele           | 11 février 1995   | Samoa                | 1 (0)               | Montpellier HR       | 2024            |
| Dillon Lewis              | 4 janvier 1996    | Pays de Galles       | 57 (5)              | Cardiff Rugby        | 2023            |
| Joe Marler                | 7 juillet 1990    | Angleterre           | 95 (0)              | Formé au club        | 2008            |
| Deuxièmes lignes          |                   |                      |                     |                      |                 |
| George Hammond            | 31 juillet 2000   | Angleterre           | -                   | Formé au club        | 2018            |
| Irné Herbst               | 4 mai 1993        | Afrique du Sud       | -                   | Benetton Trévise     | 2022            |
| Dino Lamb                 | 18 avril 1998     | Italie               | 12 (10)             | Formé au club        | 2017            |
| Joe Launchbury            | 12 avril 1991     | Angleterre           | 70 (25)             | Toyota Verblitz      | 2023            |
| Stephan Lewies            | 27 janvier 1992   | Afrique du Sud       | 1 (0)               | Lions                | 2019            |
| Troisièmes lignes aile    |                   |                      |                     |                      |                 |
| James Chisholm            | 11 août 1995      | Angleterre           | -                   | Formé au club        | 2013            |
| Will Evans                | 28 janvier 1997   | Angleterre           | -                   | Leicester Tigers     | 2019            |
| Jack Kenningham           | 19 novembre 1999  | Angleterre           | -                   | Formé au club        | 2018            |
| Tom Lawday                | 11 novembre 1993  | Angleterre           | -                   | Exeter Chiefs        | 2019            |
| Will Trenholm             | 6 janvier 2001    | Angleterre           | -                   | Formé au club        | 2021            |
| Archie White              | 5 août 1997       | Angleterre           | -                   | Formé au club        | 2015            |
| Troisièmes lignes centre  |                   |                      |                     |                      |                 |
| Chandler Cunningham-South | 18 mars 2003      | Angleterre           | 18 (20)             | London Irish         | 2023            |
| Alex Dombrandt            | 29 avril 1997     | Angleterre           | 23 (5)              | Cardiff Met RFC (en) | 2018            |
| Demis de mêlée            |                   |                      |                     |                      |                 |
| Danny Care                | 2 janvier 1987    | Angleterre           | 101 (84)            | Leeds Carnegie       | 2006            |
| Lewis Gjaltema            | 11 décembre 1997  | Nouvelle-Zélande     | -                   | North Harbour        | 2021            |
| Will Porter               | 14 décembre 1998  | Angleterre           | -                   | Bristol Bears        | 2023            |
| Demis d'ouverture         |                   |                      |                     |                      |                 |
| Jarrod Evans              | 25 juillet 1996   | Pays de Galles       | 11 (21)             | Cardiff Rugby        | 2023            |
| Marcus Smith              | 14 février 1999   | Angleterre           | 44 (314)            | Formé au club        | 2017            |
| Centres                   |                   |                      |                     |                      |                 |
| Lennox Anyanwu            | 29 novembre 2000  | Angleterre           | -                   | Formé au club        | 2020            |
| Hayden Hyde               | 15 septembre 2000 | Angleterre           | -                   | Formé au club        | 2021            |
| Will Joseph               | 15 septembre 2002 | Angleterre           | 1 (0)               | London Irish         | 2023            |
| Sean Kerr                 | 8 novembre 2004   | Angleterre           | -                   | Formé au club        | 2023            |
| Luke Northmore            | 16 mars 1997      | Angleterre           | 2 (5)               | Formé au club        | 2019            |
| Ailiers                   |                   |                      |                     |                      |                 |
| Oscar Beard               | 20 novembre 2001  | Angleterre           | 1 (0)               | Formé au club        | 2021            |
| Nick David                | 4 novembre 1998   | Angleterre           | -                   | Worcester Warriors   | 2021            |
| Rodrigo Isgró             | 24 mars 1999      | Argentine            | 11 (15)             | Argentine à sept     | 2024            |
| Cadan Murley              | 31 juillet 1999   | Angleterre           | 4 (15)              | Formé au club        | 2017            |
| Arrières                  |                   |                      |                     |                      |                 |
| Cameron Anderson          | 16 septembre 1999 | Écosse               | -                   | Wasps                | 2023            |
| Tyrone Green              | 5 mars 1998       | Afrique du Sud       | -                   | Lions                | 2020            |
| Leigh Halfpenny           | 22 décembre 1988  | Pays de Galles       | 101 (801)           | Crusaders            | 2024            |

### Anciens joueurs
| - Stuart Abbott - Gary Botha - Gareth Llewellyn - Ceri Jones - Laurent Cabannes - Will Carling - Andrew Gomarsall - Will Greenwood - Mike Ross - Maurie Fa'asavalu | - Thierry Lacroix - Jason Leonard - Tony Diprose - Andrew Mehrtens - Ronald Poulton-Palmer - Guy Stener - David Strettle - Gavin Duffy - Johnny Ngauamo - Joe Marler | - Gonzalo Tiesi - André Verger - Wavell Wakefield - Keith Wood - Garrick Morgan - Jeremy Staunton - Tani Fuga - Steven So'oialo - Dafydd James - Gonzalo Camacho |

### Entraîneurs
| Période                | Directeur du rugby | Adjoint(s) | Titre(s)                                                        |
| 2005-2008              | Dean Richards      | Andy Friend (entraîneur en chef) John Kingston (avants)                                                                         |                                                                 |
| 2008-2009              | Dean Richards      | John Kingston (entraîneur en chef) Willy Taofifénua (avants) Collin Osborne (arrières)                                          |                                                                 |
| 2009-2010              | John Kingston      | |                                                                 |
| 2010-2016              | Conor O'Shea       | John Kingston (entraîneur en chef)                                                                                              | Challenge européen 2011 Champion d'Angleterre 2012 LV= Cup 2013 |
| 2016-2017              | John Kingston      | Mark Mapletoft (entraîneur en chef) Graham Rowntree (avants) Nick Easter (défense) Collin Osborne (skills)                      |                                                                 |
| 2017-2018              | John Kingston      | Mark Mapletoft (entraîneur en chef) Graham Rowntree (avants) Nick Easter (défense) Collin Osborne (skills) Nick Evans (attaque) |                                                                 |
| 2018-2019              | Paul Gustard       | Alex Codling (avants) Mark Mapletoft (attaque) Nick Evans (skills) Adam Jones (mêlée)                                           |                                                                 |
| 2019-2020              | Paul Gustard       | Nick Evans (attaque at arrières) Sean Long (assistant attaque) Adam Jones (mêlée)                                               |                                                                 |
| 2020-Janvier 2021      | Paul Gustard       | Nick Evans (attaque at arrières) Adam Jones (mêlée) Jerry Flannery (touche)                                                     |                                                                 |
| Janvier 2021-Juin 2021 | Billy Millard      | Nick Evans (attaque at arrières) Jerry Flannery (touche et défense) Adam Jones (mêlée)                                          | Champion d'Angleterre 2021                                      |
| 2021 - 2023            | Tabai Matson       | Nick Evans (attaque at arrières) Jerry Flannery (touche et défense) Adam Jones (mêlée)                                          |                                                                 |
| 2023 - 2024            | Billy Millard      | Danny Wilson (entraîneur en chef) Nick Evans (attaque) Jerry Flannery (défense) Adam Jones (mêlée)                              |                                                                 |
| Depuis 2024            | Billy Millard      | Danny Wilson (entraîneur en chef) Nick Evans (attaque) Jason Gilmore (défense) Adam Jones (mêlée)                               |                                                                 |